# Místní komunikace

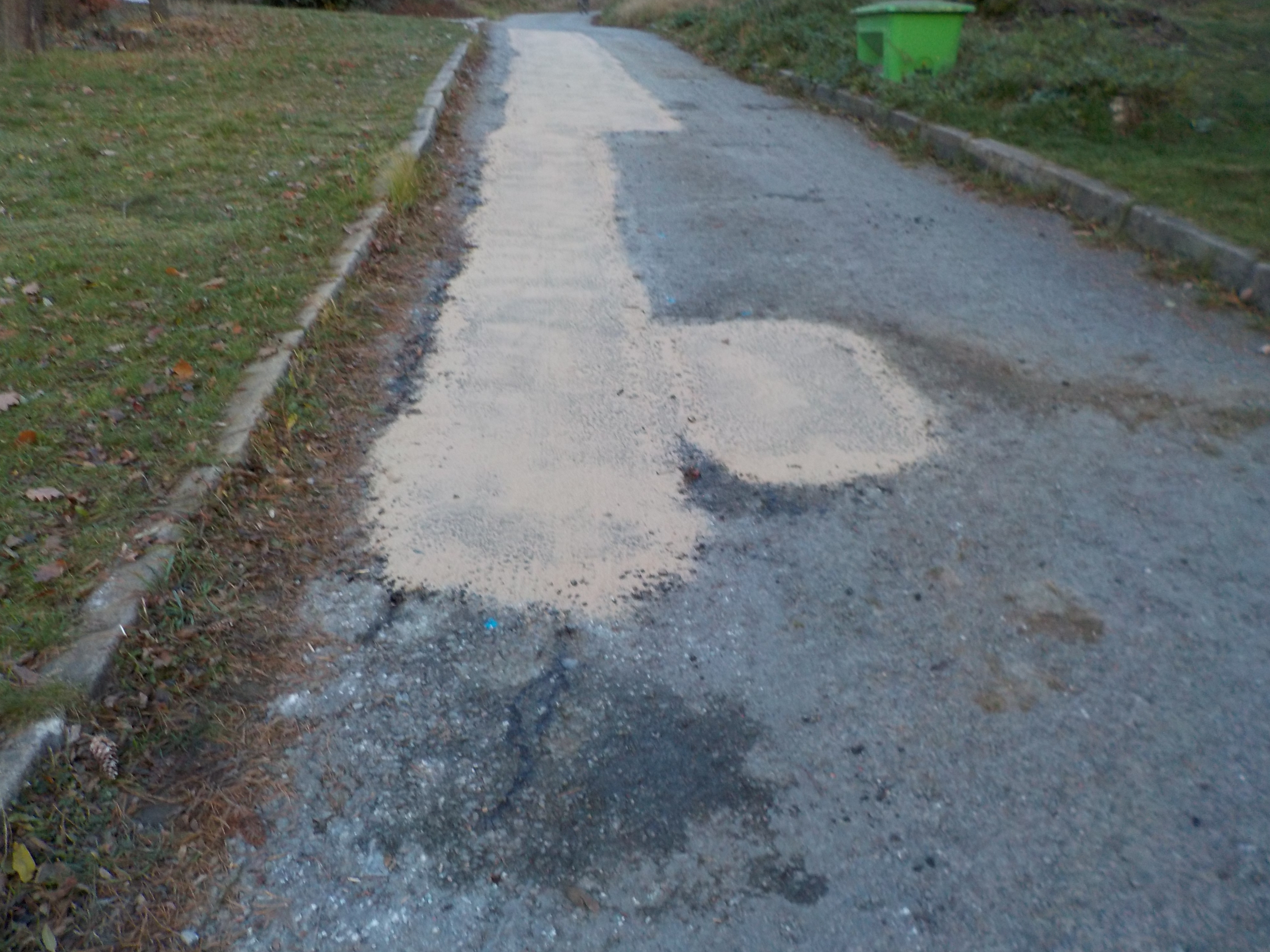
Opravená místní komunikace

Místní komunikace je kategorie pozemních komunikací v Česku a na Slovensku. V České republice podle § 6 Zákona o pozemních komunikacích (13/1997 Sb.) označení pro kategorii pozemní komunikace, do které silniční správní úřad má zařazovat veřejné přístupné pozemní komunikace, které slouží převážně místní dopravě na území obce. Vlastníkem je podle zákona obec. Pojmem místní komunikace byl v roce 1961 v Československu nahrazen dosavadní pojem obecní silnice, resp. obecní cesta. Typickými místními komunikacemi jsou ulice v sídelních útvarech.

## Stavební provedení a součásti
Místní komunikace mají často povahu ulice, náměstí, nábřeží, samostatné pěší komunikace, parkoviště atd., mohou však mít provozním a stavebním uspořádáním také charakter silnice, i když z právního hlediska silnicemi nejsou. Místní komunikace může být vystavěna i jako rychlostní místní komunikace, s vybavením obdobným dálnici.
Podle § 12 odst. 4 zákona č. 13/1997 Sb. jsou součástmi místních komunikací (nebo samostatnými místními komunikacemi) též přilehlé chodníky, chodníky pod podloubími, veřejná parkoviště a obratiště, podchody a zařízení pro zajištění a zabezpečení přechodů pro chodce.
Součástí místní komunikace však z hlediska Zákona o pozemních komunikacích a Zákona o drahách není tramvajová dráha nejméně do vzdálenosti 0,5 m od vnější hrany kolejnice (a to ani tehdy, je-li „vedena po pozemní komunikaci“ nebo dokonce je po ní veden jízdní pruh pro silniční vozidla); podle Zákona o provozu na pozemních komunikacích se však tramvajový pás (zvýšený i nezvýšený) za součást pozemní komunikace považuje. Součástmi místní komunikace nejsou ani ostrůvky veřejné hromadné nebo jiné linkové osobní dopravy a autobusová nádraží (§ 14 zák. 13/1997 Sb.).
Úrovňové křížení místní komunikace (nebo silnice) s celostátní, regionální nebo lanovou dráhou (železniční přejezd) může silniční správní úřad povolit pouze se souhlasem drážního správního úřadu a Policie České republiky v případech malého dopravního významu stanovených prováděcím předpisem. Železniční přejezd (a to ani v případě, jde-li o železniční přejezd tramvajové dráhy) do vzdálenosti 2,5 m od osy krajní koleje nebo až k závorám však není součástí pozemní komunikace, ale součástí dráhy.

## Kategorie komunikací v zastavěném území obce

### Rozhodování o kategorii komunikace
O zařazení pozemní komunikace do kategorie dálnice, silnice nebo místní komunikace nebo o změně zařazení rozhoduje příslušný silniční správní úřad na základě jejího určení, dopravního významu a stavebně technického vybavení. O zařazení do kategorie místní komunikace nebo vyřazení z ní rozhoduje obec, na jejímž území se komunikace nachází.
Tato kritéria však nejsou zcela vyčerpávající, například v Praze byly po roce 2000 průjezdní úseky silnic včetně rychlostního Městského okruhu překategorizovány na místní komunikace. Pokud změna kategorie vyžaduje změnu vlastnických vztahů k pozemní komunikaci, může příslušný silniční správní úřad vydat rozhodnutí o změně kategorie pouze na základě smlouvy o budoucí smlouvě mezi stávajícím vlastníkem a budoucím vlastníkem, přičemž do doby převodu vlastnického práva vykonává všechna práva a povinnosti k této pozemní komunikaci její dosavadní vlastník.

### Průjezdní úseky silnic a dálnic
Za místní komunikace se nepovažují tzv. průjezdní úseky silnic a dálnic, tedy úseky dálnic a silnic vedoucí zastavěným nebo zastavitelným územím obce. Průjezdní úseky jsou vymezeny v územně plánovací dokumentaci nebo je určí příslušný stavební úřad na návrh příslušného silničního správního úřadu a po předchozím projednání s obcí. Kritéria stanoví § 8 odst. 3 zákona č. 13/1997 Sb. a § 4 vyhlášky 104/1997 Sb. Umístění dopravních značek Obec a Konec obce nemusí být totožné s hranicemi průjezdního úseku silnice.

### Účelové komunikace
Místními komunikacemi nejsou také účelové komunikace. Dopravní značky ani běžné mapy či plány pro veřejnost však neoznačují ani nerozlišují, které pozemní komunikace jsou místními komunikacemi a které (veřejně přístupnými) účelovými komunikacemi. Účelovou komunikací je zpravidla taková komunikace, kterou nevlastní obec (ani městská část nebo městský obvod) ani nejde o silnici nebo dálnici. Účelové komunikace však, stejně jako místní komunikace IV. třídy, nepodléhají speciální evidenci podle § 5 vyhlášky č. 104/1997 Sb., a proto rozlišení mezi nimi nemusí být zřejmé ani z oficiálních mapových a evidenčních podkladů. Směrodatné by podle zákona mělo být, zda silniční správní úřad rozhodl o zařazení do kategorie místní komunikace – pokud o zařazení komunikace do kategorie nerozhodl, může být taková komunikace jen účelovou komunikací.
Zásadní praktický rozdíl mezi místní a účelovou komunikací je ten, že zatímco vyústění účelové komunikace na jinou komunikaci se nepovažuje za křižovatku, vyústění místní komunikace (třeba i pěší komunikace IV. kategorie, například pěšiny či schodiště, pokud nejde o označenou pěší nebo obytnou zónu) podle zákona č. 361/2000 Sb. křižovatkou je.

## Vývoj a výklad vymezení místních komunikací
V právní úpravě do roku 1961 za veřejnou obecní cestu mohla být považována i cesta v soukromém vlastnictví užívaná od nepaměti nebo věnovaná obecnému užívání. Nález NSS č. 231 z roku 1933 výslovně konstatoval, že může existovat veřejná cesta na soukromém pozemku a že tím se taková cesta stává obecní komunikací, aniž je třeba aby pozemek pod cestou přešel do vlastnictví obce. K tomu ovšem podle nálezu nestačí rozhodnutí vlastníka cesty, ale je třeba správního aktu obce. Nález NSS z 6. 9. 1921, č. 10934/1921 (Boh. A 926/1921) konstatoval, že obecní cesty jsou charakterizovány svou nutností pro všeobecnou komunikaci, a tedy tímto se prvořadě liší od veřejných cest interesentů, které pro všeobecnou komunikaci jsou jen podřadného významu, i když zájmům určitých uživatelů cest takových slouží převážnou měrou.
Pojem místní komunikace se od pojmu obecní cesty liší tím, že zákon výslovně předpokládá či stanoví, že místní komunikace je ve vlastnictví obce. Rozsudek Nejvyššího správního soudu z roku 2004 konstatoval, že jestliže vlastníkem pozemku, charakterizovaným jako místní komunikace, je fyzická osoba, může se jeho vlastníkem stát obec jen za předpokladu legální změny vlastnictví, tedy nabytím tohoto pozemku v souladu se zákonem. Pokud se tak nestalo, pak ani skutečnost, že příslušný pozemek jako místní komunikace začal sloužit, sloužil či slouží, nemůže znamenat změnu jeho vlastnictví. Pokud však místní komunikace je stavbou, považovanou za samostatnou věc (nikoliv pouze za zpracování povrchu pozemku), a může tedy být považována za stavbu ve vlastnictví obce na pozemku, který ve vlastnictví obce není. Podle judikatury však vlastníkem pozemní komunikace nemůže být osoba odlišná od vlastníka pozemku, na němž byla komunikace zřízena, a v úvahu přichází toliko zřízení věcného břemene umožňujícího využití pozemku pro účely komunikace, avšak podle zákona je vlastníkem místních komunikací obec, tedy předpokladem zřízení místní komunikace na soukromém pozemku bylo a je také vyvlastnění pozemku nebo zřízení věcného břemene. Nejvyšší soud v rozsudku z 31. 1. 2002, sp. zn. 22 Cdo 52/2002, zaujal právní názor, že místní a účelové komunikace „představují určitou kvalitu pozemku, jsou názvy pro druh pozemku a představují určité ztvárnění či zpracování jeho povrchu. Nemohou tedy být současně pozemkem a současně stavbou ve smyslu občanskoprávním jako dvě rozdílné věci, které by mohly mít rozdílný právní režim či osud; nelze je od pozemku oddělovat, např. samostatně (odděleně jednu od druhé) převádět“. Svůj názor soud opřel také o příloh prováděcí vyhlášky ke katastrálnímu zákonu, kde jsou jako druhy pozemku – ostatní plochy uvedeny také ostatní komunikace, které jsou pak blíže charakterizovány jako místní a účelové komunikace.
Podle § 4b zákona 135/1961 Sb. byly místními komunikacemi obecně přístupné a užívané ulice, cesty a prostranství, které sloužily místní dopravě a byly zařazeny do sítě místních komunikací. V souladu s § 6 vyhlášky 35/1984 Sb. tedy síť místních komunikací pro území obce tvořily například obecně přístupné a užívané pozemní komunikace nezařazené do silniční sítě, které se nalézaly v zastavěném území obce nebo v území určeném k zastavění, případně spojovaly dvě obce, obec se železniční stanicí nebo se hřbitovem. Rozhodnutím místního národního výboru (obecního úřadu) bylo možné do této sítě zařadit též účelovou komunikaci. K zařazení konkrétní komunikace do sítě místních komunikací tak postačovalo i naplnění faktických podmínek. Naproti tomu podle § 3 odst. 1 nynějšího zákona 13/1997 Sb., účinného od 1. dubna 1997, rozhoduje o zařazení pozemní komunikace do kategorie dálnice, silnice nebo místní komunikace příslušný silniční správní úřad na základě jejího určení, dopravního významu a stavebně technického vybavení. Pouhé naplnění faktických podmínek již nestačí.
Ke změně právních podmínek však nebyla přijata žádná přechodná ustanovení, jak posuzovat dříve zřízené komunikace, které dosud na základě faktických znaků byly místními komunikacemi, ale nebylo vydáno žádné správní rozhodnutí o jejich zařazení do této kategorie. Nejvyšší správní soud v rozsudku ve věci spis. zn. 4 Ao 1/2009 ze dne 29. května 2009 dospěl prostřednictvím svého čtvrtého senátu k závěru, že i pro zařazení těchto komunikací do kategorie místních komunikací je rozhodující nová právní úprava, takže komunikace, o nichž žádné rozhodnutí vydáno nebylo, se staly pouze veřejně přístupnými účelovými komunikacemi. S tímto názorem však při rozhodování věci spis. zn. 9 As 15/2012 nesouhlasil devátý senát Nejvyššího správního soudu. Z absence přechodných ustanovení nového zákona o pozemních komunikacích totiž dovodil, že komunikace vedené v souladu s předchozí úpravou jako místní jimi zůstaly i po 1. dubnu 1997. Opačný výklad by podle něj vedl k nepravé retroaktivitě zákona o pozemních komunikacích, pro kterou v této situaci neshledal dostatečně pádné důvody. Proto danou otázku v souladu s § 17 odst. 1 soudního řádu správního předložil k vyřešení rozšířenému senátu Nejvyššího správního soudu. Rozšířený senát poukázal na podobnost obou definic z věcných, technických a funkčních hledisek. Nepřiklonil se však k názoru čtvrtého senátu, že rozhodujícím kritériem je existence rozhodnutí příslušného správního orgánu. Poukázal však na další významný rozdíl mezi oběma právními úpravami: podle § 9 odst. 1 zákona 13/1997 Sb. je vlastníkem místních komunikací obec, na jejímž území se místní komunikace nacházejí. Pozemní komunikace, jež byly místními komunikacemi podle předchozí právní úpravy, se proto dle rozšířeného senátu staly místními komunikacemi i dle úpravy nové jedině za předpokladu, že naplňují i tuto podmínku. Jestliže tyto komunikace ke dni nabytí účinnosti nové právní úpravy nebyly ve vlastnictví obce, na jejímž území se nacházely, podle nové úpravy se tak podle rozšířeného senátu NSS již místními komunikacemi nejsou. Opačný výklad by totiž vedl k nepřípustnému vyvlastnění zákonem bez odpovídající náhrady. Splňují-li tyto původně místní komunikace věcné, funkční a technické požadavky kladené na účelové komunikace, tedy slouží ke spojení jednotlivých nemovitostí pro potřeby vlastníků těchto nemovitostí nebo ke spojení těchto nemovitostí s ostatními pozemními komunikacemi nebo k obhospodařování zemědělských a lesních pozemků, staly se okamžikem účinnosti tohoto zákona účelovými komunikacemi. Pokud však dané požadavky nesplňují, staly se pozemními komunikacemi nezařazenými do žádné ze zákonem stanovených kategorií a k jejich následnému zařazení do kategorie místních komunikací je třeba per analogiam legis rozhodnutí silničního správního úřadu, ovšem pouze po vypořádání majetkoprávních vztahů k nim, tedy poté, co je do vlastnictví získá obec, k čemuž může dojít jedině prostředky soukromého práva (koupí, směnou), jelikož účelem vyvlastnění je dle § 17 odst. 1 ZPK pouze výstavba nové pozemní komunikace. Komentátor na webu epravo.cz vznesl výhradu k tomu, že by mohly existovat pozemní komunikace nezařazené do žádné kategorie, protože s takovými komunikacemi zákon nepočítá a postavení jejich vlastníka je značně nejisté: patrně by se na tyto komunikace vztahoval institut obecného užívání, který není omezen na konkrétní kategorie komunikací, ale je otázkou, zda se vlastník komunikace může domáhat omezení veřejného přístupu na ni obdobně jako vlastník účelové komunikace, a zda se může stejně jako vlastník účelové komunikace domáhat určení (právní) neexistence této komunikace, když pro ni zákon nestanoví žádné požadavky apod.

## Působnost správních úřadů
Působnost speciálních stavebních úřadů ve věcech místních komunikací a veřejně přístupných účelových komunikací (stejně jako silnic II. a III. třídy) vykonávají obecní úřady obcí s rozšířenou působností (§ 40 zák. 13/1997 Sb.).
Působnost silničního správního úřadu ve věcech místních komunikací a veřejně přístupných účelových komunikací přísluší obci, na jejímž území se komunikace nachází (§ 40 zák. 13/1997 Sb.).
Místní nebo přechodnou úpravu provozu dopravními značkami a dopravními zařízeními stanoví na místních komunikacích jakékoliv třídy včetně rychlostních (a též na silnicích II. a III. třídy) obecní úřad obce s rozšířenou působností po předchozím písemném vyjádření (nikoliv nutně souhlasu) příslušného orgánu policie (§ 77 zák. 361/2000 Sb.).
V Praze Statut hlavního města Prahy (vyhl. 55/2000 Sb. hl. m. Prahy v platném znění) svěřuje do působnosti vybraných 22 městských částí (Praha 1 až Praha 22)
- působnost silničního správního úřadu na silničních komunikacích s výjimkou vozovek místních komunikacích I. třídy (příloha č. 4 část A bod 190) a s výjimkou povolení zvláštního užívání místních komunikací II. až IV. třídy přesahujícího správní obvod jednoho úřadu.
- působnost speciálního stavebního úřadu ve věcech místních komunikací (příloha č. 4 část A bod 191)
- stanovování místní a přechodné úpravy provozu a užití zařízení pro provozní informace a provádění prevence v oblasti bezpečnosti provozu na místních komunikacích II. až IV. třídy. (příloha č. 4 část A bod 402 a 405)

## Třídy místních komunikací
Místní komunikace se podle § 6 zákona č. 13/1997 Sb. a § 3 vyhlášky č. 104/1997 Sb. rozdělují podle dopravního významu, určení a stavebně technického vybavení do těchto tříd:
- místní komunikace I. třídy, kterou je zejména rychlostní místní komunikace, podle prováděcí vyhlášky též dopravně nejvýznamnější sběrné komunikace ve městech
- místní komunikace II. třídy, kterou je dopravně významná sběrná komunikace s omezením přímého připojení sousedních nemovitostí, která spojuje části měst navzájem nebo napojuje město nebo jeho část na pozemní komunikaci vyšší třídy nebo kategorie
- místní komunikace III. třídy, kterou je obslužná komunikace ve městě nebo jiné obci běžně přístupná provozu motorových vozidel a umožňující přímou dopravní obsluhu jednotlivých objektů
- místní komunikace IV. třídy, kterou je komunikace nepřístupná provozu silničních motorových vozidel nebo na které je umožněn smíšený provoz, například samostatné chodníky, stezky pro pěší, cyklistické stezky, cesty v chatových oblastech, podchody, lávky, schody, pěšiny, zklidněné komunikace, obytné a pěší zóny apod.

## Označování a evidence
Místní komunikace se pro evidenční účely označuje číslem psaným arabskými číslicemi, za nímž je uvedeno písmeno malé abecedy označující třídu místní komunikace. Číslování je vedeno odděleně pro každou třídu místních komunikací. Místní komunikace I. třídy mají rozlišovací písmeno a (například 1a, 15a), místní komunikace II. třídy písmeno b, III. třídy písmeno c a IV. třídy písmeno d.
Číslo objektu na místní komunikaci (mostu, podjezdu, tunelu, železničního přejezdu atd.) se skládá z označení místní komunikace (číslo a třída), pomlčkou odděleného znaku objektu (např. M = most) a jeho pořadového čísla, přičemž číslování mostů podrobněji stanoví ČSN 73 6220.
Podle § 5 odst. 3 vyhlášky č. 104/1997 Sb. evidence místních komunikací vedená vlastníkem (obcí) musí zahrnovat délku místních komunikací I. až III. třídy v km, počet a celkovou délku mostů na nich v km a objem finančních prostředků vynaložených na jejich výstavbu a zvlášť na jejich údržbu.
Pokud je tato evidence zpracována ryze účelově pouze proto, aby byl „naplněn zákon“, pak bývá typicky formální a šuplíková a její praktický dopad na správu obce bývá minimální. Komplexní dokumentace ve formě GIS je ovšem pro mnoho zejména malých obcí příliš drahá. Krajský úřad kraje Vysočina v roce 2005 v průzkumu zjistil, že povinnou pasportizaci místních komunikací ve smyslu prováděcí vyhlášky č. 104/1997 Sb. k zákonu o pozemních komunikacích provedlo jen 56 obcí z celkem 409 obcí, které se průzkumu zúčastnily, dalších 156 obcí vykázalo tuto dokumentaci v nevyhovujícím stavu, zbývající územní samosprávy ji nevedly vůbec, a 295 obcí se průzkumu ani nezúčastnilo. Jako důvod obce uváděly především pořizovací náklady. Kraj se proto rozhodl obcím na pořízení této dokumentace přispět.
Místní komunikace IV. třídy (stejně jako účelové komunikace) nepodléhají speciální evidenci podle § 5 vyhlášky č. 104/1997 Sb., tedy prováděcí vyhlášky k zákonu o pozemních komunikacích. Obce však jsou povinny vést přehled o stezkách, pěšinách a veřejně přístupných účelových komunikacích podle § 63 odst. 1 zákona o ochraně přírody a krajiny (114/1992 Sb.).
V praxi a pro veřejnost se místní komunikace obvykle označují názvem, který bývá vyznačen tabulí na místě a popisem v plánech obce.
V Praze oficiální značení místních komunikací arabským číslem a písmenem podle vyhlášky 104/1997 Sb. používá každý ze správců pro komunikace v rámci území města Prahy, které spravuje, a tato označení údajně slouží pouze pro jeho vnitřní potřebu, tedy pravděpodobně nejsou nikde zveřejněné. V roce 1993 bylo v Praze zavedeno značení nepojmenovaných komunikací čísly s prefixem NN (např. NN1234) jako navigace vozidel záchranného systému, toto značení užívá městský správce komunikací i ve svém pasportu komunikací a odtud se objevuje i ve správních rozhodnutích a dalších dokumentech, mimoto je i součástí evidence komunikací zveřejněné formou otevřených dat, dostupné je například v mapovém rozhraní pro ohlašování závad na komunikacích nebo v mapovém rozhraní komplexního blokového čištění.

## Údržba
Prováděcí předpis má podle § 9 odst. 4 zákona o pozemních komunikacích stanovit podrobnosti k péči vlastníka o místní komunikaci.
Pro místní komunikace, na rozdíl od dálnic a silnic, nestanoví § 6 vyhlášky č. 104/1997 Sb. minimální frekvenci běžných prohlídek.
Termíny pro jarní a podzimní čištění místních komunikací I. až III. třídy jsou shodné jako pro silnice stejné třídy (§ 47 vyhlášky č. 104/1997 Sb.).
Podle § 42 odst. 2 a § 46 vyhlášky č. 104/1997 Sb. se místní komunikace I. až III. třídy pro účely plánu zimní údržby rozdělují na I. až III. pořadí důležitosti a na neudržované. Do I. pořadí (zajištění sjízdnosti do 4 hodin) patří rychlostní a sběrné místní komunikace s hromadnou veřejnou dopravou a s linkovou osobní dopravou, příjezdové místní komunikace ke zdravotnickým zařízením a další významné místní komunikace. Do II. pořadí (zajištění sjízdnosti do 12 hodin) ostatní sběrné místní komunikace a důležité obslužné místní komunikace. Do III. pořadí (zajištění sjízdnosti do 48 hodin) ostatní obslužné místní komunikace. Mezi neudržované mohou obce do plánu zařadit dopravně bezvýznamné komunikace, přičemž obec na tuto skutečnost má upozornit způsobem v místě obvyklým. Neudržované komunikace musí obec vyhlásit nařízením (§ 27 odst. 6 zák. 13/1997 Sb.).
Příloha č. 7 vyhlášky č. 104/1997 Sb. k § 41 odst. 3 vyhlášky stanoví, že o odstraňování sněhu a náledí na místních komunikacích IV. třídy rozhodují obce. Schůdnost těchto komunikací se zajišťuje odmetením nebo odhrnutím sněhu, oškrábáním zmrazků a posypem zdrsňovacími materiály. Chemickým rozmrazovacím materiálem se smějí sypat pouze ty chodníky a stezky, ve kterých nejsou uloženy inženýrské sítě (ledaže mají uzavřený kryt) a jsou odděleny od zelených ploch a pásů pro stromy takovým způsobem, aby na ně nemohl stékat slaný roztok.
Vedení deníku je pro osoby zajišťující sjízdnost zimní údržbou místních komunikací povinné pouze pro území Prahy, Plzně, Brna a Ostravy (příloha č. 8 vyhlášky č. 104/1997 Sb., bod 2).
Na místních komunikacích stejně jako na průjezdních úsecích silnic platila do 16. dubna 2009 výjimka (§ 27 odst. 4 zák. 13/1997 Sb.), že za škody způsobené závadami ve schůdnosti chodníku neodpovídal vlastník komunikace, ale majitel přilehlé nemovitosti, aniž by však zákon jasně stanovil, kdo odpovídá za zajištění schůdnosti. Parlament přijal novelizační zákon č. 97/2009 Sb., který s účinností ode dne vyhlášení (16. dubna 2009) tuto anomálii zrušil.

## Obecné užívání a zpoplatnění
Obecně místní komunikace spadají do práva bezplatného obecného užívání podle § 19 odst. 1 Zákona č. 13/1997 Sb.
Je však zakázáno na komunikacích odstavovat vrak, tedy silniční vozidlo, které je trvale technicky nezpůsobilé k provozu a není opatřeno státní poznávací značkou (formulace vyžaduje souběh splnění obou těchto podmínek) nebo které je zjevně trvale technicky nezpůsobilé k provozu (tato podmínka je stanovena samostatně).
Na místní komunikaci, průjezdním úseku silnice nebo na jejich částech (§ 19 odst. 5 a 6 zák. 13/1997 Sb.) může silniční správní úřad z důvodu veřejného zájmu rozhodnout (s vyloučením působnosti správního řádu) o dočasném zákazu stání silničních vozidel, přičemž rozhodnutí musí být vydáno nejméně týden před dnem platnosti omezení. Vlastník pozemní komunikace je pak oprávněn odstranit na vozidla, jejichž provozovatelé zákaz nerespektují, a to buď na náklady vlastníka vozidla, nebo na náklady žadatele o omezení. Obecné užívání místní nebo jiné komunikace může být též omezeno uzavírkou nebo objížďkou.
Obec může nařízením podle § 23 odst. 4 zák. 13/1997 Sb. vymezit oblasti obce s časovým a druhovým omezením zásobování (bez ohledu na kategorii komunikací).
Zpoplatnění provozu (elektronické mýtné, dálniční známka) na rychlostních místních komunikacích označených dopravní značkou jako silnice pro motorová vozidla je podle § 20 zákona č. 13/1997 Sb. možné, třebaže umístění této dopravní značky na místní komunikaci je z terminologického hlediska zmatečné.
§ 23 zákona č. 13/1997 Sb. umožňuje obci, aby nařízením zpoplatnila na místních komunikacích dočasné stání silničního motorového vozidla na dobu maximálně 24 hodin (bez ohledu na účel stání) nebo odstavení nákladního automobilu nebo jízdní soupravy na dobu potřebnou k celnímu odbavení.
Obce rovněž mohou ve vymezených oblastech obce (dřívější znění zákona to připouštělo jen v centrech měst nebo městských částí) nařízením omezit právo ke stání silničních vozidel na
- vozidlo fyzické osoby s místem trvalého pobytu ve vymezené oblasti (dřívější znění zákona zohledňovalo jakékoliv bydliště, tedy i přechodné)
- vozidlo fyzické osoby vlastnící nemovitost ve vymezené oblasti
- vozidlo provozované právnickou osobou nebo fyzickou osobou za účelem podnikání, pokud má tato osoba sídlo nebo provozovnu ve vymezené oblasti

Úseky, na něž se tato omezení vztahují, musí být označeny dopravními značkami.
V jiných případech zákon zpoplatnění provozu (jízdy ani stání) na místních komunikacích nepřipouští.
Zpoplatnění nevylučuje zákon (§ 25 zák. 13/1997 Sb.) v případě zvláštního užívání pozemní komunikace (nadměrný náklad nebo vozidlo, historické či pásové vozidlo, skládka materiálu nebo stavební činnost na komunikaci netýkající se její údržby, reklamní zařízení, vyhrazené parkování, stánky nebo pojízdné prodejny či provozovny, audiovizuální tvorba: filmování, umístění sítí nebo vedení, pořádání akcí nebo shromáždění narušujících provoz).
Podle § 35 zákona č. 13/1997 Sb. je vlastník nemovitosti sousedící s průjezdním úsekem silnice nebo s místní komunikací v zastavěném území obce v nezbytně nutných případech povinen za jednorázovou úhradu na základě rozhodnutí silničního správního úřadu strpět zřízení věcného břemene na své nemovitosti spočívajícího v umístění veřejného osvětlení, dopravních značek a zařízení a tabulek s označením místních názvů.